# João Gilberto
João Gilberto (Juazeiro (Bahia), 10 juni 1931 – Rio de Janeiro, 6 juli 2019) was een Braziliaans musicus. Hij was de eigenlijke uitvinder van de muziekstijl bossanova. Hij bracht in samenwerking met Tom Jobim diens composities naar een groot internationaal publiek.

## Loopbaan
Vanwege zijn immens belang voor de muzikale vernieuwing, werd hij in eigen land O Mito genoemd, wat 'de legende' betekent. Onder invloed van jazzartiesten als Duke Ellington vermengde hij jazz en Braziliaanse dansmuziek (samba). Sinds 1960 bracht hij jaar na jaar vele albums uit.
Bossanova, allicht de meest persoonlijke en internationale van Braziliaanse muziekvormen, is gezegend met heel wat getalenteerde componisten. Tot de bekendste musici behoort Antonio Carlos (Tom) Jobim. Veelal in samenwerking met zijn landgenoot, de (tekst)dichter Vinicius de Moraes, soms met andere artiesten, schreef Jobim veel wereldberoemde en tijdloze bossanovastandards, zoals Garota de Ipanema (Girl from Ipanema), Desafinado (Out of tune), Insensatez (How Insensitive) en Corcovado (Quiet Nights And Quiet Stars). Toch waren deze liederen oorspronkelijk niet bijzonder vernieuwend en pasten nog helemaal binnen de traditie van de samba-canção (samba-song, een tragere, meer lyrische versie van samba). Pas sinds 1958, toen de jonge zanger en autodidact-gitarist Gilberto deze songs, na jaren studie, een nieuwe interpretatie en ritme gaf, veroverde de nieuwe sound de wereld als bossanova.
Chega de Saudade ("No More Blues", of letterlijk: "Genoeg van verlangen") is algemeen erkend als het lied (single) dat zowel de bossanovabeweging als Gilberto's carrière definitief lanceerde.
Ook Gilberto zelf schreef heel wat klassiekers, zoals "Hô-Ba-La-Lá" en "Bim-Bom", dat wordt beschouwd als het eerste bossanovanummer.
Gilberto's zoete, bijna fluisterende zang gaf een sensueel effect, terwijl uit zijn gitaar, die hij zowel als harmonisch als percussief instrument gebruikte, een swingend ritme vloeide. Een bijzondere combinatie die erg verleidelijk bleek. Deze stijl paste hij toe op alles wat hij vertolkte, inclusief interpretaties van oudere populaire nummers. Hij zong meestal niet samen met het gitaarritme, maar net ervoor of erachter.
De samenwerking met jazzsaxofonist Stan Getz (in contact gebracht met Gilberto's bossanova door fan Charlie Byrd), met het album Getz/Gilberto uit 1964, was een gigantisch succes, dat alle internationale jazzhitparades aanvoerde en zelfs scoorde in de populaire charts. In de Verenigde Staten bleef het album 96 weken in de charts en won Grammy Awards, o.a. voor "Album van het jaar". Getz scoorde nog met een viertal bossanova-albums.
Gilberto verkoos meestal een minimalistische begeleiding, vaak enkel zijn gitaar. Hij was sinds het begin internationaal gericht, en nam ook songs op in het Engels (Amerikaanse standards), Spaans, Frans, Italiaans, zonder hierbij zijn Braziliaanse wortels te verloochenen. Gilberto toerde langs verscheidene jazzfestivals en oogstte successen in de Verenigde Staten, Europa en Japan. Deze live-successen blijken tevens uit zijn live-albums (waaronder: Live in Montreux, Live at Umbria Jazz en Live in Tokyo). Hij verbleef een tijd in Mexico en woonde 18 jaar in de VS. In 1980 keerde hij terug naar Brazilië.

## Betekenis
Gilberto is een voorbeeld voor de groten van de Braziliaanse muziek, vanwege zijn vernieuwing en zijn focus op louter artistieke (niet commerciële) songkeuzes. Hij wordt in zijn thuisland tevens, meer dan wie ook, verantwoordelijk geacht voor de populaire revival van vergeten songs uit de eerste vijf decennia van de twintigste eeuw. 
Gilberto gaf zelden tot nooit interviews. Hij stond bekend als een eigenzinnig en veeleisend artiest en zijn relatie met het publiek was niet altijd eenvoudig. Soms weigerde hij te spelen in een onvoldoende akoestiek, eiste hij bij optredens dat het publiek meer respect betoonde of dat de airconditioning af moest. In ieder geval is zijn wereldklasse blijvend gewaardeerd met telkens uitverkochte zalen.
De toonaangevende en veelzijdige Braziliaanse artiest Caetano Veloso is sterk beïnvloed door Gilberto. Ze traden samen op (João noemde Caetano daarbij "de toekomst"), coverden nummers van elkaar en Veloso produceerde Gilberto's album "João Voz e violão" (João, stem en gitaar) uit 2000. Dit album leverde hem opnieuw een Grammy Award op.
Miles Davis zei over hem: He could read a newspaper and sound good. (Zelfs als hij zomaar een krant zou voorlezen, klinkt hij geweldig.)

## Privéleven
Gilberto was van 1959 tot 1964 gehuwd met zangeres Astrud Gilberto. Samen hadden ze twee zonen. Door de samenwerking van het echtpaar met Stan Getz werd ook Astrud Gilberto een wereldster. In 1965 trouwde hij met zangeres Miúcha (Heloísa Maria Buarque de Hollanda, 1937-2018). Hun dochter Bebel Gilberto heeft enkele albums uitgebracht met een mengeling van bossanova en andere (elektronische) invloeden.